# 클린턴 재단
클린턴 재단(Clinton Foundation)은 미국의 자선 단체이다. 빌 클린턴, 힐러리 클린턴, 첼시 클린턴 등 클린턴 일가가 주도로 하고 있다.